# Neck City (Misuri)
Neck City es una ciudad ubicada en el condado de Jasper en el estado estadounidense de Misuri. En el Censo de 2010 tenía una población de 186 habitantes y una densidad poblacional de 182,74 personas por km².

## Geografía
Neck City se encuentra ubicada en las coordenadas 37°15′18″N 94°26′42″O / 37.25500, -94.44500. Según la Oficina del Censo de los Estados Unidos, Neck City tiene una superficie total de 1.02 km², de la cual 1.02 km² corresponden a tierra firme y (0%) 0 km² es agua.

## Demografía
Según el censo de 2010, había 186 personas residiendo en Neck City. La densidad de población era de 182,74 hab./km². De los 186 habitantes, Neck City estaba compuesto por el 93.55% blancos, el 0% eran afroamericanos, el 2.15% eran amerindios, el 0% eran asiáticos, el 0% eran isleños del Pacífico, el 0% eran de otras razas y el 4.3% pertenecían a dos o más razas. Del total de la población el 1.61% eran hispanos o latinos de cualquier raza.